# Кил (град)
Вижте пояснителната страница за други значения на Кил.
Кил (на немски: Kiel), неправилно Кийл, е пристанищен град в Германия, център на провинция Шлезвиг-Холщайн. Основна туристическа атракция на града е т. нар. Килска седмица (Kieler Woche) – ветроходна регата, провеждана традиционно в края на юни. Градът е известен със своя отбор по хандбал на клуб ТХВ Кил. Там се намира Килският университет, открит през 1665 г.

## География
Разположен е в малък залив в югозападната част на Балтийско море. Поради разположението си градът се профилира като корабостроителен център. От морското му пристанище започва Килският канал, който има стратегическо значение за града.
Площта на Кил е 118,65 км², населението – 247 441 души към 31 декември 2016 г., а гъстотата на населението – 2019 д/км². Брутният вътрешен продукт на глава от населението в Кил е 35 618 €, което е над средното за Германия и 159 % спрямо средното за Европейския съюз.

## История
Килският фиорд първо е бил заселен от норманите или викингите, които колонизират територията чрез внезапни нападения в течение на много години през техния престой в германските селища. Това се вижда от географията и архитектурата на фиорда.
Градът е основан от граф Адолф фон Холщайн между 1233 и 1242 г. Кил, столицата на провинция Холщайн, е член на Лигата на Ханзата от 1284 до 1518 г.
Килският университет е открит от Кристиян Алберт на 29 септември 1665 г. Множество прочути учени, сред които Теодор Момзен и Макс Планк, са учили или преподавали в него.
От 1773 до 1864 г. градът принадлежи на краля на Дания.

## Личности
Родени в Кил
- Петър III (1728 – 1762), император на Русия

Други, свързани с Кил
- Теодор Момзен (1817 – 1903), историк, учи право в града през 1838 – 1843